# A Lion's Alliance
A Lion's Alliance è un cortometraggio muto del 1920 scritto, sceneggiato e diretto da Fred C. Fishback (Fred Hibbard).

## Produzione
Il film fu prodotto dalla Century Film.

## Distribuzione
Distribuito dall'Universal Film Manufacturing Company, il film - un cortometraggio in due bobine - uscì nelle sale cinematografiche USA il 22 marzo 1920.